# XIIe gouvernement constitutionnel portugais
 (septembre 2023).
Si vous disposez d'ouvrages ou d'articles de référence ou si vous connaissez des sites web de qualité traitant du thème abordé ici, merci de compléter l'article en donnant les références utiles à sa vérifiabilité et en les liant à la section « Notes et références ».
République portugaise
XIe constitutionnel XIIIe constitutionnel
Le XIIe gouvernement constitutionnel portugais (XII Governo Constitucional de Portugal) est le gouvernement de la République portugaise entre le 31 octobre 1991 et le 28 octobre 1995, durant la sixième législature de l'Assemblée de la République.

## Coalition et historique
Dirigé par le Premier ministre libéral sortant Aníbal Cavaco Silva, il est formé par le seul Parti social-démocrate (PPD/PSD), qui dispose de 135 députés sur 230 à l'Assemblée de la République, soit 58,7 % des sièges.
Il a été nommé à la suite des élections législatives du 6 octobre 1991 et succède au XIe gouvernement constitutionnel, également constitué du seul PPD/PSD. Lors des élections législatives du 1er octobre 1995, le Parti socialiste (PS) remporte une forte majorité relative, ce qui lui permet de former le XIIIe gouvernement constitutionnel, sous la direction d'António Guterres.

## Composition

### Initiale (31 octobre 1991)
- Les nouveaux ministres sont indiqués en gras, ceux ayant changé d'attributions en italique.

| Portefeuille                                                       | Titulaire | Titulaire                  | Parti   |
| ------------------------------------------------------------------ | --------- | -------------------------- | ------- |
| Premier ministre                                                   |           | Aníbal Cavaco Silva        | PPD/PSD |
| Ministre de la Présidence Ministre de la Défense nationale         |           | Fernando Nogueira          | PPD/PSD |
| Ministre adjoint et des Affaires parlementaires                    |           | António Couto dos Santos   | PPD/PSD |
| Ministre de l'Intérieur                                            |           | Manuel Dias Loureiro       | PPD/PSD |
| Ministre des Finances                                              |           | Jorge Braga de Macedo      | PPD/PSD |
| Ministre de la Planification et de l'Administration du territoire  |           | Luís Valente de Oliveira   | PPD/PSD |
| Ministre de la Justice                                             |           | Álvaro Laborinho Lúcio     | PPD/PSD |
| Ministre des Affaires étrangères                                   |           | João de Deus Pinheiro      | PPD/PSD |
| Ministre de l'Agriculture                                          |           | Arlindo Cunha              | PPD/PSD |
| Ministre de l'Industrie et de l'Énergie                            |           | Luís Mira Amaral           | Sans    |
| Ministre de l'Éducation                                            |           | Diamantino Durão           | Sans    |
| Ministre des Travaux publics, des Transports et des Communications |           | Joaquim Ferreira do Amaral | PPD/PSD |
| Ministre de la Santé                                               |           | Arlindo de Carvalho        | PPD/PSD |
| Ministre de l'Emploi et de la Sécurité sociale                     |           | José Silva Peneda          | PPD/PSD |
| Ministre du Commerce et du Tourisme                                |           | Fernando Faria de Oliveira | PPD/PSD |
| Ministre de l'Environnement et des Ressources naturelles           |           | Carlos Borrego             | Sans    |
| Ministre de la Mer                                                 |           | Eduardo Azevedo Soares     | PPD/PSD |

### Remaniement du 19 mars 1992
- Les nouveaux ministres sont indiqués en gras, ceux ayant changé d'attributions en italique.

| Portefeuille                                                       | Titulaire | Titulaire                                                             | Parti   |
| ------------------------------------------------------------------ | --------- | --------------------------------------------------------------------- | ------- |
| Premier ministre                                                   |           | Aníbal Cavaco Silva                                                   | PPD/PSD |
| Ministre de la Présidence Ministre de la Défense nationale         |           | Fernando Nogueira                                                     | PPD/PSD |
| Ministre de l'Intérieur                                            |           | Manuel Dias Loureiro                                                  | PPD/PSD |
| Ministre des Finances                                              |           | Jorge Braga de Macedo                                                 | PPD/PSD |
| Ministre de la Planification et de l'Administration du territoire  |           | Luís Valente de Oliveira                                              | PPD/PSD |
| Ministre de la Justice                                             |           | Álvaro Laborinho Lúcio                                                | PPD/PSD |
| Ministre des Affaires étrangères                                   |           | João de Deus Pinheiro (jusqu'au 12/11/1992) José Manuel Durão Barroso | PPD/PSD |
| Ministre de l'Agriculture                                          |           | Arlindo Cunha                                                         | PPD/PSD |
| Ministre de l'Industrie et de l'Énergie                            |           | Luís Mira Amaral                                                      | Sans    |
| Ministre de l'Éducation                                            |           | António Couto dos Santos                                              | PPD/PSD |
| Ministre des Travaux publics, des Transports et des Communications |           | Joaquim Ferreira do Amaral                                            | PPD/PSD |
| Ministre de la Santé                                               |           | Arlindo de Carvalho                                                   | PPD/PSD |
| Ministre de l'Emploi et de la Sécurité sociale                     |           | José Silva Peneda                                                     | PPD/PSD |
| Ministre du Commerce et du Tourisme                                |           | Fernando Faria de Oliveira                                            | PPD/PSD |
| Ministre de l'Environnement et des Ressources naturelles           |           | Carlos Borrego (jusqu'au 11/06/1993)                                  | Sans    |
| Ministre de l'Environnement et des Ressources naturelles           |           | Teresa Patrício Gouveia                                               | PPD/PSD |
| Ministre de la Mer                                                 |           | Eduardo Azevedo Soares                                                | PPD/PSD |
| Ministre adjoint                                                   |           | Luís Marques Mendes                                                   | PPD/PSD |

### Remaniement du 8 décembre 1993
- Les nouveaux ministres sont indiqués en gras, ceux ayant changé d'attributions en italique.

| Portefeuille                                                       | Titulaire | Titulaire                                                | Parti   |
| ------------------------------------------------------------------ | --------- | -------------------------------------------------------- | ------- |
| Premier ministre                                                   |           | Aníbal Cavaco Silva                                      | PPD/PSD |
| Ministre de la Présidence Ministre de la Défense nationale         |           | Fernando Nogueira                                        | PPD/PSD |
| Ministre de l'Intérieur                                            |           | Manuel Dias Loureiro                                     | PPD/PSD |
| Ministre des Finances                                              |           | Eduardo Catroga                                          | PPD/PSD |
| Ministre de la Planification et de l'Administration du territoire  |           | Luís Valente de Oliveira                                 | PPD/PSD |
| Ministre de la Justice                                             |           | Álvaro Laborinho Lúcio                                   | PPD/PSD |
| Ministre des Affaires étrangères                                   |           | José Manuel Durão Barroso                                | PPD/PSD |
| Ministre de l'Agriculture                                          |           | Arlindo Cunha (jusqu'au 22/05/1994) António Duarte Silva | PPD/PSD |
| Ministre de l'Industrie et de l'Énergie                            |           | Luís Mira Amaral                                         | Sans    |
| Ministre de l'Éducation                                            |           | Manuela Ferreira Leite                                   | PPD/PSD |
| Ministre des Travaux publics, des Transports et des Communications |           | Joaquim Ferreira do Amaral                               | PPD/PSD |
| Ministre de la Santé                                               |           | Paulo Mendo                                              | PPD/PSD |
| Ministre de l'Emploi et de la Sécurité sociale                     |           | José Falcão e Cunha                                      | PPD/PSD |
| Ministre du Commerce et du Tourisme                                |           | Fernando Faria de Oliveira                               | PPD/PSD |
| Ministre de l'Environnement et des Ressources naturelles           |           | Teresa Patrício Gouveia                                  | PPD/PSD |
| Ministre de la Mer                                                 |           | Eduardo Azevedo Soares                                   | PPD/PSD |
| Ministre adjoint                                                   |           | Luís Marques Mendes                                      | PPD/PSD |

### Remaniement du 17 mars 1995
- Les nouveaux ministres sont indiqués en gras, ceux ayant changé d'attributions en italique.

| Portefeuille                                                       | Titulaire | Titulaire                  | Parti   |
| ------------------------------------------------------------------ | --------- | -------------------------- | ------- |
| Premier ministre                                                   |           | Aníbal Cavaco Silva        | PPD/PSD |
| Ministre de la Défense nationale                                   |           | António Figueiredo Lopes   | PPD/PSD |
| Ministre de l'Intérieur                                            |           | Manuel Dias Loureiro       | PPD/PSD |
| Ministre des Finances                                              |           | Eduardo Catroga            | PPD/PSD |
| Ministre de la Planification et de l'Administration du territoire  |           | Luís Valente de Oliveira   | PPD/PSD |
| Ministre de la Justice                                             |           | Álvaro Laborinho Lúcio     | PPD/PSD |
| Ministre des Affaires étrangères                                   |           | José Manuel Durão Barroso  | PPD/PSD |
| Ministre de l'Agriculture Ministre de la Mer                       |           | António Duarte Silva       | PPD/PSD |
| Ministre de l'Industrie et de l'Énergie                            |           | Luís Mira Amaral           | Sans    |
| Ministre de l'Éducation                                            |           | Manuela Ferreira Leite     | PPD/PSD |
| Ministre des Travaux publics, des Transports et des Communications |           | Joaquim Ferreira do Amaral | PPD/PSD |
| Ministre de la Santé                                               |           | Paulo Mendo                | PPD/PSD |
| Ministre de l'Emploi et de la Sécurité sociale                     |           | José Falcão e Cunha        | PPD/PSD |
| Ministre du Commerce et du Tourisme                                |           | Fernando Faria de Oliveira | PPD/PSD |
| Ministre de l'Environnement et des Ressources naturelles           |           | Teresa Patrício Gouveia    | PPD/PSD |
| Ministre adjoint                                                   |           | Luís Marques Mendes        | PPD/PSD |